# Gustav Henriksson
Gustav Henriksson (ur. 3 lutego 1998 w Grebbestad) – szwedzki piłkarz grający na pozycji środkowego obrońcy w Cracovii.

## Kariera piłkarska
stan na 16 maja 2025

### Rozgrywki ligowe
| Sezon   | Klub           | Kraj    | Rozgrywki          | Mecze | Gole |
| ------- | -------------- | ------- | ------------------ | ----- | ---- |
| 2018    | IF Elfsborg    | Szwecja | Allsvenskan        | 2     | 0    |
| 2019    | IF Elfsborg    | Szwecja | Allsvenskan        | 13    | 0    |
| 2020    | IF Elfsborg    | Szwecja | Allsvenskan        | 14    | 2    |
| 2020/21 | Wolfsberger AC | Austria | Tipico Bundesliga  | 11    | 1    |
| 2021/22 | Wolfsberger AC | Austria | ADMIRAL Bundesliga | 1     | 0    |
| 2022    | IF Elfsborg    | Szwecja | Allsvenskan        | 5     | 1    |
| 2023    | IF Elfsborg    | Szwecja | Allsvenskan        | 5     | 0    |
| 2024    | IF Elfsborg    | Szwecja | Allsvenskan        | 21    | 0    |
| 2024/25 | Cracovia       | Polska  | PKO BP Ekstraklasa | 13    | 0    |

### Rozgrywki międzynarodowe
| Sezon   | Klub           | Rozgrywki             | Mecze | Gole |
| ------- | -------------- | --------------------- | ----- | ---- |
| 2020/21 | Wolfsberger AC | Liga Europy UEFA      | 2     | 0    |
| 2022/23 | IF Elfsborg    | Liga Konferencji UEFA | 1     | 0    |
| 2024/25 | IF Elfsborg    | Liga Europy UEFA      | 11    | 1    |